# San Pedro, Valle del Cauca
San Pedro är en ort i Colombia.   Den ligger i departementet Valle del Cauca, i den centrala delen av landet, 250 km väster om huvudstaden Bogotá. San Pedro ligger 991 meter över havet och antalet invånare är 5 473.
Terrängen runt San Pedro är varierad. Runt San Pedro är det ganska tätbefolkat, med 116 invånare per kvadratkilometer. Närmaste större samhälle är Tuluá, 10,6 km norr om San Pedro. I omgivningarna runt San Pedro växer i huvudsak städsegrön lövskog.